# Карліс Лейнієкс
Карліс Лейнієкс (нар. 16 березня 1988) — колишній латвійський тенісист.

## Фінали за кар'єру

### Одиночний розряд

#### Поразка
| Ранг | Дата           | Турнір      | Покриття | Суперник у фіналі | Рахунок       |
| 1.   | 14 квітня 2008 | Іспанія F15 | Тверде   | Геро Кречмер      | 4–6, 7–5, 5–7 |

### Парний розряд

#### Перемоги
| Ранг | Дата          | Турнір    | Покриття | Партнер           | Суперники у фіналі     | Рахунок          |
| 1.   | 5 травня 2008 | Греція F1 | Тверде   | Даніель Данилович | Айзек Фрост Леон Фрост | 4–6, 6–3, [10–8] |